# Drosophila hirtiscutellata
Drosophila hirtiscutellata este o specie de muște din genul Drosophila, familia Drosophilidae, descrisă de Sturtevant în anul 1927.
Este endemică în Filipine. Conform Catalogue of Life specia Drosophila hirtiscutellata nu are subspecii cunoscute.